# Avi Issacharoff
Avi Issacharoff (en hébreu : אבי יששכרוף) né à Jérusalem en 1973 est un journaliste israélien spécialiste des affaires arabes et palestiniennes, documentariste  et coauteur de la série télévisée Fauda.

## Biographie
Avi Issacharoff passe son enfance à Givat Shaul et parle arabe couramment.  Cela l'amène à servir dans l'unité d'élite de l'armée israélienne Douvdevan. Il est diplômé de l'Université Ben Gourion du Néguev et est titulaire d'une maîtrise en études et littérature du Moyen-Orient de l'Université de Tel Aviv..Après ses études, il devient  correspondant aux affaires du Moyen-Orient pour la radio israélienne et remporte le prix du "Meilleur reporter" en 2002 pour sa couverture de la seconde Intifada. En 2004, il  co-écrit avec Amos Harel, "La septième guerre : comment nous avons gagné et pourquoi nous avons perdu la guerre avec les Palestiniens", un livre sur la deuxième Intifada. En 2008, ils écrivent un deuxième livre, "34 jours : Israël, le Hezbollah et la guerre au Liban", sur la guerre de 2006. De 2005 à 2012, il est correspondant aux affaires palestiniennes et arabes pour le journal israélien Haaretz. Il écrit et réalise des courts métrages documentaires diffusés à la télévision en Israël. Il est ensuite correspondant pour The Times of Israël et du portail d'informations Walla.
En 2014, Avi Issacharoff et un cadreur sont attaqués et battus par des "émeutiers palestiniens masqués" alors qu'ils couvrent une  manifestation de protestation près de Ramallah. Selon le récit d'Avi Issacharoff, les deux ont été choisis après qu'un journaliste palestinien les a montrés du doigt à la foule comme étant des Israéliens.
Il souhaite témoigner dans un livre de son expérience sur le terrain lorsqu'il rencontre son ami l'acteur et ancien de l'unité d'élite de l'armée israélienne Douvdevan Lior Riaz qui veut témoigner lui aussi dans un film. Ensemble, ils co-écrivent le scénario de la série télévisée Fauda. La première saison est diffusée dès février 2015 et la deuxième saison dès décembre 2017 sur la chaîne câblée israélienne Yes. La série reçoit 6 prix Ophir en 2016 et 11 prix Ophir en 2018,.